# 红心乐团
红心乐团（英語：Heart）是于1970年在美国西雅图组成的搖滾乐团，有着硬摇滚和重金屬樂及民間音樂影响。此乐团虽历经不少组员改变， 但两姐妹安·威爾森和南希·威爾森始终是此乐团的重要成员。于80年代，他们的歌曲更是美国音乐排行榜上常客。90年代后，鮮少繼續在樂壇進行公演，但至今還有持續發行新的專輯。近年則投入乳癌防治和支援非洲貧民的活動。
到目前為止紅心樂團已在全球銷售超過3500萬張唱片，其中包括在美國銷售超過2250萬張的唱片。他們在1970年代、80年代、90年代和2010年代在告示牌200大專輯榜上擁有前10名多張的專輯，而在VH1的“100位偉大的硬搖滾藝術家”中排名第57位。他們於2013年入選搖滾名人堂。

## 外部連結
- Heart's official site （英文）－红心乐团的官方網站。
- Interview with Howard Leese （页面存档备份，存于） （英文）
- Heart的Discogs页面（英文）